# Корню, Максим
Макси́м Мари́ Корню́ (фр. Marie Maxime Cornu; 16 июля 1843 — 3 апреля 1901) — французский ботаник, известный своими работами о грибах.
Брат известного физика Альфреда Корню.